# Gheorghe Magheru
Gheorghe Magheru (Bârzeiu, 8 aprile 1802 – Bucarest, 23 marzo 1880) è stato un rivoluzionario e generale rumeno.
Comandante militare nell'esercito di Tudor Vladimirescu (1821), in seguito comandante nella guerra russo-turca del 1828-1829, prefetto della contea Romanați (1831), ministro delle finanze nel governo rivoluzionario rumeno nel 1848, e poi, temporaneamente, comandante generale delle forze rivoluzionarie della Valacchia. Tra il 10 ottobre e il 28 ottobre 1848 Magheru si rifugió in Transilvania e da lì a Trieste e infine a Vienna. Nel 1857 ritornò in Valacchia, tornando alla politica attiva.

## Biografia
Gheorghe Magheru era discendente di una famiglia transilvana stabilitasi in Oltenia..

## Carriera militare
Haiduc celebre della zona di Băilești, pandur nell'esercito di Tudor Vladimirescu, uno dei leader della rivoluzione rumena del 1848, membro del governo provvisorio rivoluzionario, generale dell'esercito del principato, in lotta per l'Unione dei Principati romeni. Era cugino di Tudor Vladimirescu, amico intimo di Nicolae Bălcescu e sostenitore di Avram Iancu.
Da bambino la sua famiglia fu costretta prendere la via dell'esilio quando, nel mese di agosto 1806, un corpo di spedizione turca al comando di Aga Bechir, nipote di Pasha Regep saccheggiò l'Oltenia, bruciando anche il villaggio Bârzeiu di Gilort. I Turchi furono catturati e uccisi dagli haiduci vicino al villaggio di Obârșia, Gorj. Tra questi haiduci c'erano suo padre e suo fratello maggiore.
Gheorghe Magheru divenne noto in giovane età, a soli 16 anni, quando si fece notare per il suo coraggio combattendo contro i Turchi con una banda di haiduci (fuorilegge) in cui militava anche il fratello. Il 14 settembre 1828, a Băilești ci fu un importante combattimento tra i Turchi (25.000), che avevano occupato il villaggio, e i russi (28.000), insieme a un distaccamento di 1.200 panduri. Dopo la battaglia, i turchi sono stati banditi. Per i suoi atti di coraggio durante la guerra russo-turca Magheru ricevette il grado di capitano dei panduri e fu insignito dallo zar russo con il titolo di cavaliere dell'Ordine di Sant'Anna.
Nel 1821 si unì a Tudor Vladimirescu con il suo gruppo di panduri. Dopo la partenza di Tudor Vladimirescu con il grosso delle dell'esercito dei panduri a Craiova, Gheorghe Magheru venne lasciato al monastero rafforzato di Tismana per garantire la retroguardia, insieme a suo fratello e suo cugino, Papa Vladimirescu, il fratello di Tudor Vladimirescu. Insieme ad altri subordinati, si vendicarono contro i boiardi e i principi. Venuto a conoscenza delle loro azioni, Tudor Vladimirescu decise di riunirli a sé.
Dopo la morte di Tudor Vladimirescu, Magheru rimase con gli haiduci ancora per qualche anno, arruolandosi poi nell'esercito, dove venne promosso di grado.

## Carriera politica
Era un membro della società segreta massonica Frăția, 1840, al fianco di Nicolae Bălcescu, Ion Ghica, Christian Tell, che cospirò contro il principe Bibescu.

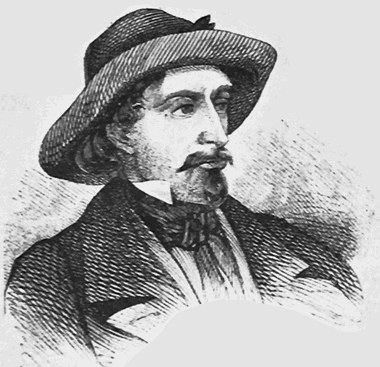
Gheorghe Magheru

Formò a Craiova il governo rivoluzionario provvisorio con Nicolae Bălcescu e Costache Romanescu.
Con la caduta del principe Bibescu e l'insediamento del governo rivoluzionario a Bucarest, fece parte del governo provvisorio rivoluzionario e nazionale, e poi diventò generale dell'esercito rumeno.
Dopo che l'esercito ottomano rovesciò il governo rivoluzionario, Magheru rifiutò di accettare la sconfitta e si ritirò con le truppe rivoluzionarie in Oltenia, dove organizzò l'accampamento militare di Râureni sul suo campo di Traian vicino a Râmnicu Vâlcea.
La Dichiarazione di Gheorghe Magheru recitava: io, fratelli, sono rumeno e come un rumeno, mi sento felice di morire per il mio paese. Sul vialetto che conduce al complesso museale Magheru è stata installata una targa in marmo con la storia del luogo: In questo luogo, in autunno 1848, il generale Gheorghe Magheru ha organizzato il campo militare di rivoluzionari e volontari. In memoria di questo evento, nel 1973, in occasione dei 125 anni dalla rivoluzione del 1848, un obelisco si alzò e aprì il museo di Râureni.
Costretto all'esilio a Vienna, continuò a sostenere la causa rivoluzionaria e l'unificazione dei Principati moldavi e valacchi.
Tornò in Valacchia nell'agosto del 1857 e nel dicembre 1857 fu eletto deputato di Gorj nell'incontro ad hoc a Bucarest. Fu uno dei fondatori del Partito nazionale, un movimento che promuoveva l'unificazione dei principati rumeni e contribuì a democratizzarli e modernizzarli.

## Intitolazioni
Il Bulevardul Gheorghe Magheru a Bucarest e le strade di Sibiu, Oradea e Timișoara portano il suo nome.